# With me (HAN-KUNの曲)
「With me」（ウィズ･ミー）は、2014年4月2日にトイズファクトリーから発売されたHAN-KUNの7枚目のシングル。

## 概要
- 前作「JOYFUL DAYS」から約1年7ヵ月振りとなるシングル。
- 初回盤には、Zepp DiverCityで行われたワンマンライヴ「MAGIC MOMENT SHOW CASE Vol.3」のライブ映像を収録したDVDが付属。

## 収録曲

### CD
1. With me
（作詞・作曲：HAN-KUN / 編曲：HAN-KUN、中野定博）
2014年に行われた「MAGIC MOMENT SHOW CASE Vol.3」で初めて披露された。
2. Revolution
（作詞・作曲：HAN-KUN / 編曲：HAN-KUN、中野定博）
フリーダウンロードソング（2014年1月1日から1月31日までの期間限定）
3. Party Up!!
（作詞・作曲：HAN-KUN / 編曲：HAN-KUN、酒井ミキオ）
フリーダウンロードソング（2013年7月30日から9月14日までの期間限定）

### DVD（初回盤にのみ付属）
- MAGIC MOMENT SHOW CASE Vol.3

1. Revolution
2. With me
3. SPICY CHOCOLATE / ずっと feat. HAN-KUN & TEE